# Ylakiai
Ylakiai est une ville de l'Apskritis de Klaipėda au nord-ouest de la Lituanie. En 2001, sa population est de 1 165 habitants.

## Histoire
Ylakiai est mentionnée pour la première fois en 1568. En 1894, une église est construite, elle est toujours visible aujourd'hui.
En juillet 1941, 300 juifs de la ville sont assassinés dans une exécution de masse perpétré par un einsatzgruppen de nationalistes lituaniens. Un monument est érigé sur le site du massacre.
En 2002, le président de la république approuve un nouveau blason pour la ville.